# Regina Ghasarjan
Regina Tadewossi Ghasarjan (armenisch Ռեգինա Թադևոսի Ղազարյան; geb. 17. April 1915 in Jerewan, Gouvernement Eriwan, Russisches Kaiserreich; gest. 6. November 1999 in Jerewan, Republik Armenien) war eine sowjet-armenische, dann armenische Malerin und Person des öffentlichen Lebens. Sie war als Freundin und Förderin von Jeghische Tscharenz bekannt, die während der Stalinzeit viele Manuskripte des Dichters rettete.

## Leben
Regina Ghasarjan wurde in Jerewan in einer aus der osmanischen Stadt Van stammenden Familie geboren, die den Völkermord an den Armeniern überlebt hatte. Ihre Mutter stammte aus der adligen Jerewaner Familie Chorasanjan (armenisch Խորասանյանի). Ghasarjan traf 1930 den Dichter Jeghische Tscharenz. Sie war eine 15 Jahre alte Waise und wurde von Tscharenz informell adoptiert; als intime Freundin und Zeugin seiner einsamen Stunden.

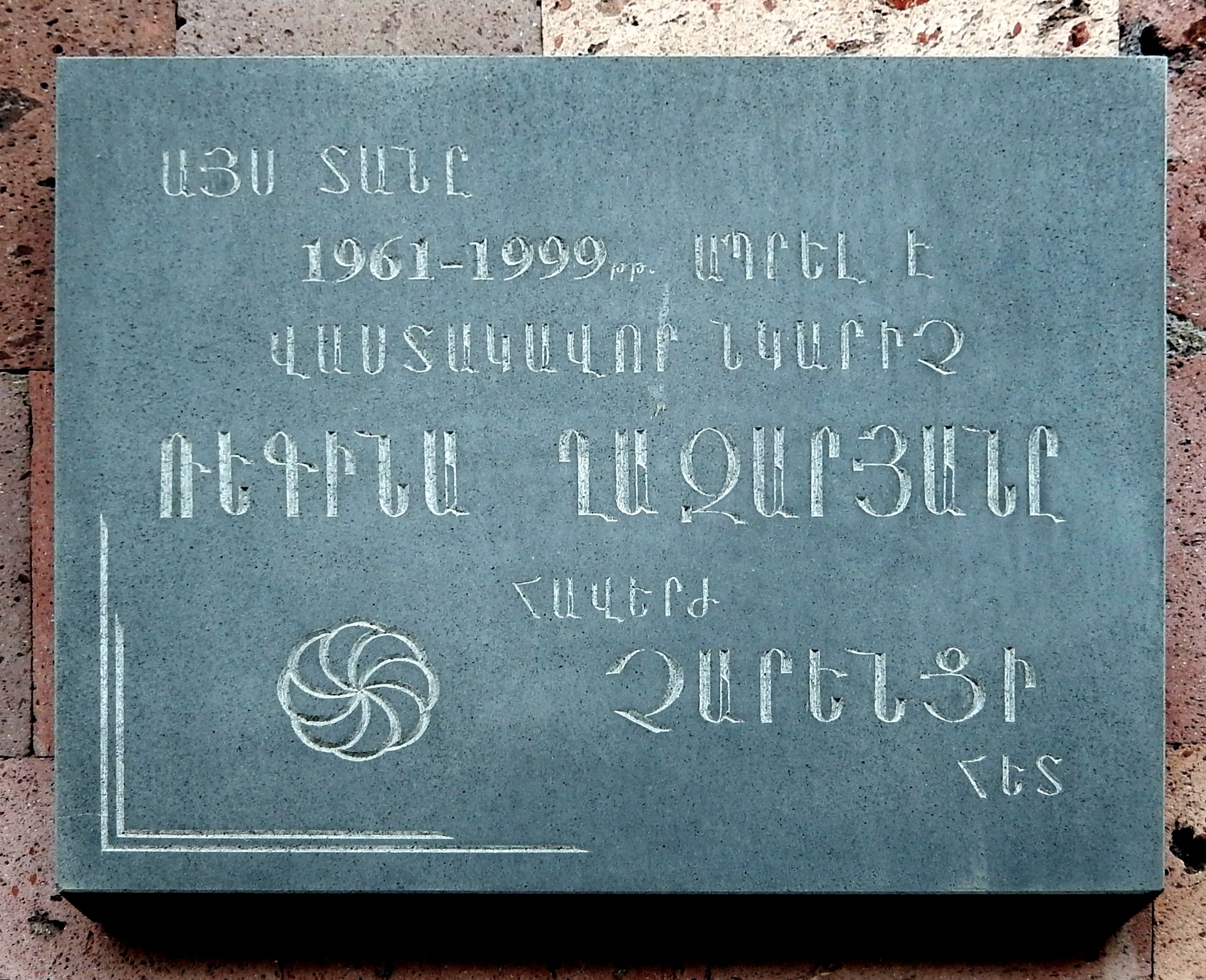
Regina Ghasarjans Plakette in der Baghramjan Avenue in Jerewan

1937 hatte Tscharenz aus dem Gefängnis heraus seine Frau Isabella heimlich informiert, dass sie seine Schriften nur einer Freundin der Familie, der Künstlerin Regina Ghasarjan anvertrauen solle, die sie vor der Vernichtung bewahren würde. Nach Tscharenz' Tod versteckte und bewahrte Regina Ghasarjan viele seiner Manuskripte (insgesamt 7000 Zeilen Text, einschließlich des Requiem an Komitas, Ohne Titel, Herbstlieder und Nawsike) im Garten und übergab sie in den 1950er Jahren dem Tscharenz-Museum für Literatur und Künste. Als Militärpilotin nahm sie am Zweiten Weltkrieg teil. 1951 schloss sie das Jerewaner Kunstinstitut ab.
2009 wurde eine Erinnerungsplakette am Haus Baghramjan St. 33a in Jerewan angebracht, in dem Regina Ghasarjan von 1961 bis 1999 lebte und arbeitete.
Ghasarjans Bilder werden in verschiedenen Museen Armeniens ausgestellt, einschließlich der Nationalgalerie Armeniens. Sie war Mitglied des Malerbundes Armeniens.

## Auszeichnungen
- Ehrenbürgerin Jerewans (1995)[7]
- Renommierte Malerin Armeniens (1985)

## Bilder
- Tscharenz (armenisch Չարենց, 1966)
- Aghawnadsor (1965)
- Komitas (armenisch Կոմիտաս, 1969)
- Aspetakan (1975)
- Parujr Sewak
- Chaghach tjeserk[8]
- Anna Achmatowa (armenisch Աննա Ախմատովա, 1986)

## Personalausstellungen
- Jerewan (1967, 1987, 1988)
- Gjumri (1967)
- Etschmiatsin (1967)

## Bücher
- Tscharenzjan Nschcharner von Regina Ghazaryan (1998)

## Veröffentlichungen
- Regina Ghasarjan: Reminiszenzen an Tscharenz [Husher Charentsi masin]. Garun, Jerewan 1987, S. 67–75 (armenisch).